# 索斯尼夫卡 (亞爾莫林齊區)
49°6′18″N 26°42′50″E / 49.10500°N 26.71389°E
索斯尼夫卡（烏克蘭語：Соснівка）是位於烏克蘭西部的村莊，由赫梅利尼茨基州裡赫梅利尼茨基區的亞爾莫林齊市鎮負責管轄。該村始建於1646年，面積1.84平方公里，海拔高度327米，2001年人口556，人口密度每平方公里556人。